# ティンドゥッカル
ティンドゥッカル（திண்டுக்கல்；Dindigul）は、インド南部のタミル・ナードゥ州にある都市。ティンドゥッカル県の県庁所在地であり、同県ティンドゥッカル郡の中心都市である。

## 地名
ティンドゥッカルは、イギリス統治時代に英語に音写されてディンディグル（Dindigul）と呼ばれ、現在のローマ字表記もこれが採用されている。日本発行の地図では、この表記に倣ってジンジグルなどの地名が記載されているが、実際の発音からはかなり離れている。

## 地理
北緯： 10° 20' 60 　／　東経： 77° 57' 0 
- 県外
  - チェンナイまで 398km
  - ティルッチラーッパッリまで 70km
  - マドゥライまで 63km
  - コーヤンブットゥールまで 164km
  - カンニヤークマリまで 305km

## 政治
ティンドゥッカルでは、2001年の州議会議員選挙ではCPIMのK・バラバーラティが当選し、2006年の州議会議員選挙でも連続当選を果たした。